# Hobsons Bay City
Koordinaten: 37° 51′ S, 144° 54′ O

Hobsons Bay City ist ein lokales Verwaltungsgebiet (LGA) im australischen Bundesstaat Victoria. Hobsons Bay gehört zur Metropole Melbourne, der Hauptstadt Victorias. Das Gebiet ist 64 km² groß und hat etwa 88.000 Einwohner. Sie ist nach der Hobsons Bay benannt.
Hobsons Bay liegt am Nordrand der Port Phillip Bay und grenzt im Osten an Melbourne City. Sie enthält sieben Stadtteile: Altona, Altona Meadows, Altona North, Newprot, Seabrook, Seaholme, South Kingsville, Spotswood, Williamstown, Williamstown North und Teile von Brooklyn und Laverton. Der Sitz des City Councils befindet sich in Altona.
Im Gebiet des heutigen Stadtteils Williamstown ließen sich bereits 1835 Schaf- und Rinderzüchter nieder und bis 1850 entstand hier eine erste größere Siedlung. Anfang des 20. Jahrhunderts gab es in Altona auch Kohleminen bis in anderen Teilen Victorias günstigere Abbaugebiete gefunden wurden.
Das Verwaltungsgebiet befindet sich heute im industriellen Zentrum Melbournes und einige Großunternehmen des Bundesstaates haben sich hier angesiedelt. Neben Ölraffinerien und Chemiebetrieben gibt es hier auch größere Betriebe des Transportzubehör- und Fahrzeugbaus.
In Williamstown befindet sich eine Marinewerft und in Laverton eine Luftwaffenbasis.
Daneben hat Hobsons Bay aber mit dem Altona Beach auch 20 km Strand und attraktive Fluss- und Seegebiete zu bieten.
Die City hat eine Städtepartnerschaft mit der japanischen Stadt Anjō.
Der Tennisspieler Mark Philippoussis ist in Williamstown geboren und aufgewachsen.

## Verwaltung
Der Hobsons Bay City Council hat sieben Mitglieder, die von den Bewohnern der sieben Wards gewählt werden. Diese sieben Bezirke (Altona, Altona North, Altona Meadows, Seabrook, Spotswood, Williamstown und Williamstown North) sind unabhängig von den Stadtteilen festgelegt. Aus dem Kreis der Councillor rekrutiert sich auch der Mayor (Bürgermeister) des Councils.